# Toni Santagata, le sue canzoni, il suo cabaret
Toni Santagata, le sue canzoni, il suo cabaret è un album del cantautore italiano Toni Santagata, pubblicato nel 1970. Nel 1973 l'album è stato ridistribuito con il titolo Il pendolare.

## Descrizione
L'album è in parte registrato in studio, per il lato A, in parte registrato dal vivo, per il lato B. Il lato A contiene sei canzoni di genere folk, composte dallo stesso Santagata, e non pubblicate in seguito in nessun singolo. Il lato B contiene una lunga registrazione tratta da uno spettacolo cabarettistico di Toni Santagata al Derby Club di Milano durante gli ultimi mesi del 1969..
Durante lo spettacolo Santagata esegue lo sketch Ie te emo, Peppi', parodia della canzone erotica cantata da Jane Birkin e Serge Gainsbourg Je t'aime... moi non plus, grande successo e scandalo dell'estate del 1969. La parodia di Santagata verte sull'effetto della canzone in un paese del Tavoliere e le sue conseguenze all'interno della vita coniugale di una coppia locale. Lo sketch riscosse un certo successo, portando Santagata a eseguirlo dal vivo in molti locali della Penisola. Al contempo interessò anche la magistratura, che volle constatare se vi fossero elementi disdicevoli che potessero offendere il pubblico pudore, non riscontrando alla verifica alcunché di osceno.
Nel 1978, vista l'imperante moda delle canzoni sexy, la casa discografica Carosello chiede a Santagata di riprendere il suo vecchio sketch cabarettistico e trasformarlo in una canzone. Santagata rielabora così Ie te emo, Peppi' in versione disco, ottenendo il brano UFO Sexo, che viene pubblicato come retro del suo singolo I love the punk (Ai, lavete pank)
L'album, originalmente pubblicato dalla Ri-Fi nel 1970, è stato in seguito ristampato dalla stessa casa discografica nella collana economica Variety serie Penny, con numero di catalogo REL-ST 19164 e con il titolo cambiato in Il pendolare.

## Tracce
1. Al lavatoio
2. Lu frantoio
3. Cavaliere a sei corde
4. La mia donna
5. La trincea
6. La pagnotta
7. Tony Santagata Show

## Crediti
- Toni Santagata - voce, chitarra